# Englische Grammatik
Die englische Grammatik beschreibt die Struktur von Wörtern, Phrasen und Sätzen des heutigen Standardenglisch. Abweichungen von der hier beschriebenen Grammatik kommen in einigen historischen, sozialen und regionalen Varietäten des Englischen vor, die jedoch geringer sind als Unterschiede in Aussprache und Wortschatz.
Das moderne Englisch hat das noch im Altenglischen vorhandene flektierende Kasussystem überwiegend aufgegeben, wie auch das Genus bei Substantiven. Im Gegensatz zu den übrigen Westgermanischen Sprachen hat das moderne Englisch eine Grundwortstellung Subjekt-Verb-Objekt. Auch die Flexion der Verben wurde stark reduziert. Im Englischen werden üblicherweise acht Wortarten (parts of speech) unterschieden: Substantive, Determinatoren, Pronomen, Verben, Adjektive, Adverbien, Präpositionen und Konjunktionen.

## Satzbau
Im Englischen folgt der Satzbau (Wortstellung) der SPO-Regel: Subjekt – Prädikat (Verb) – Objekt; anders als das Deutsche oder die übrigen westgermanischen Sprachen ist das Englische also keine „Verbzweit“-Sprache.
Why was she able to fly into space? [Wörtlich: Warum war sie fähig zu fliegen ins Weltall?]
Because she was dreaming. [Wörtlich: Weil sie war träumend.]
Orts- und Zeitangaben, die im Deutschen gerne zwischen Verb und Objekt eingeschoben werden, stehen im Englischen am Satzanfang oder hinter dem Objekt am Satzende. Treffen Orts- und Zeitangabe am Ende eines Satzes aufeinander, so steht im Englischen im Gegensatz zum Deutschen die Orts- vor der Zeitangabe (Regel: Place before time). Befinden sich am Satzende mehrere Orts- und Zeitangaben, so wird stets die Reihenfolge „vom Genaueren zum Ungenaueren“ eingehalten.
He lives in a tiny village near the border of Denmark. [Wörtlich: Er wohnt in einem kleinen Dorf nahe der Grenze von Dänemark.]
Angaben der Art und Weise, also „Wie?“ etwas ist, stehen in der Regel am Satzende vor den Orts- und Zeitangaben, die Reihenfolge lautet also „Wie? – Wo? – Wann?“.
He was alone at home last night. [Wörtlich: Er war allein zu Hause letzte Nacht = gestern Abend]
Angaben zur Häufigkeit (Wie oft?) findet man dagegen nicht am Satzende, hier richtet sich die Satzstellung nach der Anzahl der Wörter, aus denen das Prädikat des Satzes gebildet wird. Besteht das Prädikat nur aus einem Wort, so wird die Häufigkeitsangabe zwischen Subjekt und Prädikat eingeschoben.
I never drink alcohol! [Wörtlich: Ich nie trinke Alkohol]
Besteht das Prädikat aus zwei oder mehr Wörtern, so findet man die Häufigkeitsangabe dagegen nach dem ersten Wort des Prädikats.
I will always love you! [Wörtlich: Ich werde immer lieben dich!]
Bestimmte Häufigkeitsangaben, welche auch als Häufigkeitsadverbien bezeichnet werden, können allerdings auch am Anfang des Satzes stehen. Diese beziehen sich auf den gesamten Satz und werden an den Anfang gesetzt, um ihnen stärkere Betonung zu verleihen. Die Häufigkeitsadverbien der englischen Sprache sind: often, usually, sometimes und occasionally
Sometimes I feel like a motherless child. [Wörtlich: Manchmal ich fühle(mich) wie ein mutterloses Kind]
Gibt es zwei verschiedene Objekte – indirektes (analog zum deutschen Dativ) und direktes (analog zum Akkusativ) Objekt (indirect and direct object) – so wird aus der SPO-Regel die SPiOdO-Regel:
I gave you the book. [Wörtlich: Ich gab dir das Buch]
Eine sinnerhaltende Umstellung der Objekte ist nur mithilfe einer Präposition möglich:
I gave the book to you. [Wörtlich: Ich gab das Buch zu dir]
Der Grund für die – im Vergleich zum Deutschen – strenge Stellungsregel liegt darin, dass im Englischen der Kasus meistens nicht an der deklinierten Form des Nomen abgelesen werden kann. Zum Beispiel heißt „you“ sowohl „du“ (Nominativ) als auch „dir“ (Dativ) und „dich“ (Akkusativ).